# 因皮里尔比奇
因皮里尔比奇（英語：Imperial Beach），是美国加利福尼亚州圣迭戈县下属的一座城市。建市于1956年7月18日，面积大约为4.16平方英里（10.8平方公里）。根据2010年美国人口普查，该市有人口26,324人。